# Julio Shimamoto
Julio Yoshinobu Shimamoto, às vezes referido como Shimamoto ou simplesmente Shima, (Borborema, 13 de maio de 1939), é um desenhista de histórias em quadrinhos brasileiro de ascendência japonesa.

## Vida pessoal
O desenhista é casado desde 1973 com Vera Kauyo, com quem teve quatro filhos: Denise Yoshiko, Silvia Yuri, Márcia Yumi e Julio Yoshiharu.

## Biografia
Julio Shimamoto é descendente de samurais aristocratas que serviram ao daimyo Oda Nobunaga.  Nasceu em Borborema, São Paulo, filho de Kioichiro Shimamoto, japonês nascido em Shingu, na província de Wakayama, que imigrou para o Brasil em 1927, e de Chiyoko Oishi. Segundo Julio Shimamoto, tanto da ancestralidade da família Shimamoto, quanto da família Oishi fizeram parte samurais que serviram a Nobunaga. Sua mãe descende de Ōishi Yoshio ou Ōishi Kuranosuke, o líder dos 47 rōnin.
Aos três anos de idade, a família de Julio Shimamoto mudou-se para uma região próxima ao Mato Grosso, onde teve contato com a primeira história em quadrinhos, Mutt e Jeff, publicada no jornal O Estado de São Paulo. Logo em seguida, passou a ler revistas em quadrinhos como O Guri, Gibi, O Tico-Tico e O Globo Juvenil, presenteadas pelo pai e por uma prima, Myoko Oishi. Inspirado por narrativas de super-heróis lutando contra soldados japoneses, desenhou suas primeiras HQs em papéis de embrulho avulsos, onde mostrava os japoneses derrotando os americanos. Mesmo após o fim da Segunda Guerra Mundial, foi hostilizado e sofreu bullying pela ascendência japonesa.

## Carreira
Em 1954, mudou-se para Vila Luzita em Santo André, onde passou a trabalhar como estoquista no escritório da matriz das Lojas de Tecidos Buri. Entre 1954 e 1955, frequentou aulas de desenho na Associação Paulista de Belas Artes, onde aprendeu natureza morta e perspectiva, às quartas e sextas, contudo, não participou das aulas de modelo vivo aos sábados, por questões financeiras. Nesse período, também adquiriu os livros importados: Iustración Creadora de Andrew Loomis, El Dibujo Humoristico de Bam Bhu, Dibujo de Historietas e Dibujo de la figura en color de José de Llobera e Drawing and Illustration de John Moranz. Shimamoto, enviou desenhos para serem avaliados na revista Aí Mocinho da Editora Brasil-América Limitada (EBAL), ganhando notas entre 5 e 8 (a nota máxima era 10), também enviou a HQ Orquídea Negra, ilustrada e escrita por Leonardo Santos, um colega de trabalho na loja de tecidos, contudo, a mesma não foi publicada.
Na cidade de São Paulo, em 1956, conseguiu uma vaga para desenhista do departamento de propaganda das Lojas Sears & Roebuck. No entanto, após seis meses, estava trabalhando mais na rua do que com desenhos, o que o levou a se desentender com o chefe do setor de redação, provocando sua demissão. Três meses depois de procurar outro emprego no ramo da publicidade, resolve se tornar quadrinista. Na Sears & Roebuck, conheceu o japonês Massayuki Kato, que fazia ilustrações a guache, similares às da revista Saturday Evening Post. Shimamoto convenceu o artista a procurar uma editora de quadrinhos, ambos então, foram até a Editora La Selva. Lá conheceram o português Jayme Cortez, que apesar de elogiar o artista, disse que sua arte não servia para capas de quadrinhos, mas apenas para contos e romances. Kato continuou a carreira dentro da publicidade.
Apresentou uma HQ para a editora Novo Mundo, adaptando o conflito Brasil-Bolívia, tendo como base o livro A Conquista do Acre. Contudo, a HQ não foi publicada. O editor e quadrinista Miguel Penteado não gostou do desenho das mãos e de como os bolivianos foram retratados. Penteado, no entanto, viu potencial em Shimamoto, dizendo para não desistir e o pediu para criar a série "Agora sei que", 8 HQs curtas de curiosidades, substituindo a estrangeira "Acredite se Quiser" (Ripley's Believe It or Not! no original) de Robert Ripley.
Seu primeiro trabalho no gênero terror foi a Satanásia para a Editora Novo Mundo. Logo em seguida, Jayme Cortez o convidou para desenhar HQs inspiradas em palhaços brasileiros como Fuzarca e Torresmo, Arrelia e Pimentinha e Carequinha e Fred.
Em 1959, Miguel Penteado e Jayme Cortez fundam Editora Continental com Claudio de Souza, Helí Otávio de Lacerda, José Sidekerkis, Arthur de Oliveira e Victor Chiodi, onde Shimamoto desenhou a primeira HQ do Capitão 7, personagem surgido na televisão, seguindo uma recomendação de Jayme Cortez para se inspirar no rosto de Flash Gordon de Alex Raymond.
Ainda em 1959, ilustrou sua primeira HQ sobre samurais, Os Fantasmas do Rincão Maldito, considerada a primeira HQ brasileira sobre o tema, contudo, de acordo com Shimamoto, a EBAL publicou duas histórias de origem italiana na revista Epopéia: Os 47 Samurais (janeiro de 1957) e O Bravo Samurai (dezembro de 1958). Nos anos 60, outro descendente de japoneses, Claudio Seto, apresentou narrativas de samurais inspirado nos mangás e gekigás, na EDREL, editora fundada por Minami Keizi. Shimamoto também teria feito a primeira história em quadrinhos brasileira do Drácula intitulada A Volta do Drácula.
Em 1961, Shimamoto integrou a Associação dos Desenhistas de São Paulo (ADESP) e foi um dos responsáveis pelo movimento de nacionalização dos quadrinhos, ao lado de Mauricio de Sousa, Ely Barbosa, Gedeone Malagola, Lyrio Aragão, Luiz Saidenberg, entre outros. Em 1962, parte da CETPA (Cooperativa Editora e de Trabalho de Porto Alegre), onde desenhou A história do Rio Grande do Sul.
Em maio de 1963, Maurício de Sousa lhe encomendou uma tira de aventura. Inicialmente, pensou em fazer um cangaceiro, mas o tempo que passou no Rio Grande do Sul e conhecimento adquirido lendo livros como O Tempo e o Vento, Ana Terra, Um Certo Capitão Rodrigo, O Ataque (Érico Veríssimo); Os Guaxos (Barbosa Lessa), No Galpão (Darcy Azambuja); Contos Gauchescos, Casos do Romualdo, Lendas do Sul, Terra Gaúcha (João Simões Lopes Neto); Os Farrapos (Walter Spalding), além de um dicionário Tupi Guarani-Português, fez com que concebesse a tira O Gaúcho para o Suplemento Infanto-Juvenil do jornal Folha de S.Paulo. Para o mesmo jornal, ilustrou Coisas do Futebol, com curiosidades sobre o futebol paulista, que traziam roteiros de Luís Hamasaki, Nestor, Terra e Maurício de Sousa. Em Clássicos do Faroeste nº 3 (Editora Outubro, 1963), foi publicada adaptação de Matar ou Morrer (High Noon) por Shimamoto, filme estrelado por Gary Cooper.
Em 1964, dividiu o tempo entre a prancha semanal de O Gaúcho e storyboards para a agência de publicidade McCann Erickson, onde havia sido indicado por Lyrio Aragão e Luiz Saidenberg. Em 1965, O Gaúcho deixa de ser publicada e Shimamoto continua trabalhando com publicidade.
Em 1970, em São Paulo, foi preso pela OBAN, acusado de apoio logístico ao terror. Seu nome estava na lista de ajuda em dinheiro para o ex-patrão Carlos H. Knapp, publicitário, exilado na França. Em 1972, mudou-se para o Rio de Janeiro, passando a trabalhar na recém fundada agência de publicidade Caio Domingues e Associados.
Em 1975, por intermédio de Paulo Hamasaki, diretor de arte da Editora Noblet, a tira O Gaúcho foi republicada nas páginas da revista de faroeste Carabina Slim, de origem italiana.  Na mesma editora, ilustrou contos escritos por Rubens Francisco Lucchetti publicados na versão brasileira de Vampirella da Warren Publishing. Em 1977, foi o vencedor, junto com os publicitários Jacques Lewkowicz e Paulo Hiroshi, do 2º Concurso do Cartaz do Cinema, promovido pelo Clube de Criação do Rio de Janeiro (CCRJ), dentro da Campanha de Nacionalização do Cartaz de Cinema para a criação de um cartaz nacional para o filme King Kong. O trabalho nunca chegou a ser utilizado, no entanto, a peça foi acusada ser um plágio de uma capa da revista erótica Hustler, de acordo com Marco Lucchetti, a tal capa da revista americana nunca existiu.
Entre meados da década de 1970 e início da década de 1980, trabalhou com quadrinhos em várias editoras, Vecchi (revistas Spektro e Pesadelo), Grafipar, Bloch Editores (revistas Mestre do Kung Fu, A Múmia Viva), Press (revista Medo) e D-Arte (revistas Calafrio e Mestres do Terror), onde desenhou e roteirizou HQs de terror e artes marciais. Na Grafipar, publicou a revista Kiai - Faixa Preta, cujo nome veio de um conceito de artes marciais e inspirado no bushidô, no zen-budismo e no xintoísmo, além de histórias ambientadas no Japão. Criou com o roteirista Hayle Gadelha, o capoeirista Meia-Lua, o rei da capoeira, e a Garota do Aikidô, escrito pela esposa de Gadelha. De acordo com Shimamoto, a revista havia sido apresentada para a EBAL, que publicou as revistas O Judoka e Kung Fue recusou o projeto. Contudo de acordo com Shimamoto, meses depois, a editora lançou uma revista chamada Faixa Preta.
Também ilustrou quadrinhos eróticos, roteirizados pelo casal Paulo Leminski e Alice Ruiz e por Minami Keizi, que assinou como Rose West.
A Múmia Viva, originalmente era um título da múmia N'Kantu da Marvel Comics, criada por Steve Gerber (roteiro) e Rich Buckler (desenhos), com a perda da licença, a editora resolveu contratar autores brasileiros para produzir novas histórias. O escritor e roteirista Rubens Francisco Lucchetti criou uma nova  série sobre múmia, protagonizada pelo personagem Kharis da série de filmes A Múmia da Universal Pictures, com desenhos de Shimamoto. Em 1978, para o suplemento Pingente do jornal O Pasquim, ilustrou A Maldição do AI-5, roteirizado por Reinaldo e Nani

Também ilustrou histórias de O Fantasma de Lee Falk para a Rio Gráfica Editora, mas, nessas histórias, Shimamoto não era creditado, apenas colocava o nome "Shima" escondido nas cenas, tal qual Renato Canini em Zé Carioca da Editora Abril. Também para a RGE, ilustrou uma versão em quadrinhos da série de televisão Carga Pesada da TV Globo.

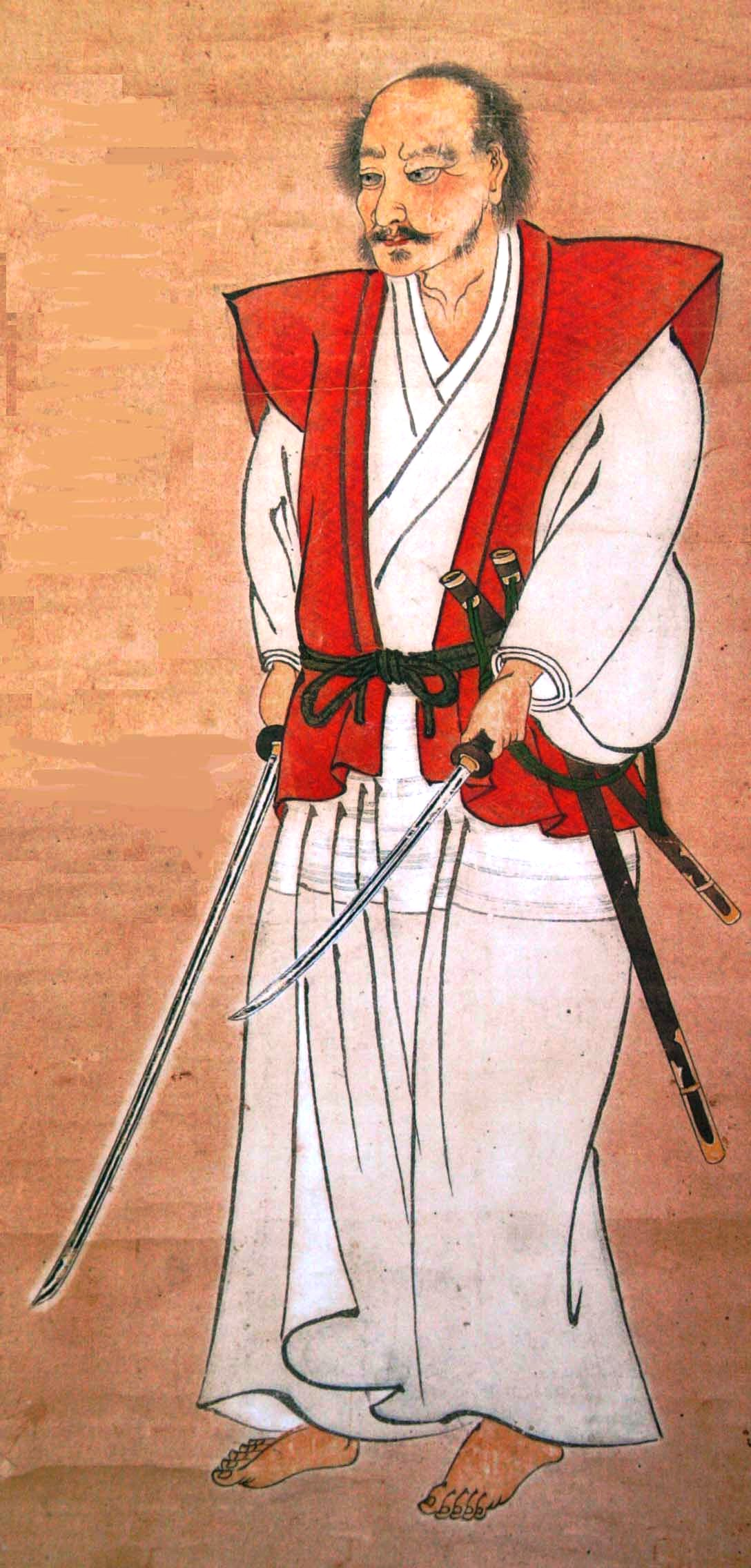
O samurai Myamoto Musashi teve HQs produzidas por Shimamoto.

Ainda na década de 1980, voltou a trabalhar com publicidade, produzindo storyboards e manuais de treinamento para empresas. Shimamoto recusou um convite da TV Globo para fazer desenhos de depoimentos em tribunais, segundo ele, esses trabalhos exigiam que fosse convocado a qualquer momento. Contudo, chegou a produzir ilustrações similares aos storyboards exibidas nos programas Fantástico e Esporte Espetacular.
Em 1986, ilustrou o álbum Nos Tempos de Madame Satã, roteirizado por Luiz Antônio Aguiar, para a Editora Marco Zero.
Em 1995, publicou num álbum da revista Heavy Metal só com autores brasileiros. Em 2002, Shimamoto recebeu uma homenagem da Câmara Municipal de São Paulo e em 2005, recebeu outra homenagem, dessa vez a Moção de Congratulação nº 230/05, pela Câmara Municipal de Jaboticabal.
Pela editora Opera Graphica, publicou duas graphic novels sobre o samurai Miyamoto Musashi na Coleção Opera Brasil: Musashi I (2002) e Musashi II (2003). Participou dos álbuns Sertão Vermelho - Lampião em Quadrinhos (2004) e Sertão Vermelho - Lampião em Quadrinhos 2 (2005), com roteiros de Haroldo Magno. Os álbuns foram financiados com apoio da prefeitura e empresas locais de Paulo Afonso, na Bahia.
Foi convidado de honra e homenageado no 5º Festival Internacional de Quadrinhos em 2007, tendo o Japão como país homenageado.
Em 2008, ilustrou o livro BANZAI! História da Imigração Japonesa no Brasil, para as comemorações do Centenário da Imigração Japonesa. Roteirizada por Francisco Noriyuki Sato, com colaboração de Paulo Fukue (roteiro) e Adauto Silva (desenhos) e publicada em 12 páginas, que fariam parte de um terceiro álbum da série Musashi, como um encarte do fanzine QI de Edgard Guimarães.
Em 2009, publica Samurai, uma coletânea de histórias sobre samurais,dentre eles, Musashi,  além de  Zatoichi, o espadachim cego do período Edo criado pelo escritor Kan Shimozawa, presente no cinema e na TV japonesa, além de outros artistas marciais, pela EM Editora (um selo da Mythos Editora). Pela mesma editora, ilustra os livros Lendas de Musashi e "Lendas de Zatoichi, ambos escritos por Minami Keizi, além de Painkiller, quadrinhos para telefone celular da Operadora Oi, com roteiros de Fernando Azevedo e cores e letras de Adauto Silva. Além das publicações tradicionais, colabora com fanzines e publicações independentes.
Em 2011, surgiu um projeto de um curta de animação baseado na história O Ogro, escrita por Antonio "Toni" Rodrigues e ilustrada por Shimamoto, publicada na revista Calafrio #27 em 1984, colaborou com a animação produzindo model sheet dos personagens. Em outubro de 2017, publicou uma história na revista Neo Tokyo da Editora Escala.
Em dezembro de 2019, com 80 anos de idade, Julio Shimamoto foi homenageado no Artists’ Alley da Comic Con Experience, além de confirmar presença no evento, Shimamoto assinou o pôster do espaço.
Em maio de 2021, André Carim do selo Múltiplo, lançou uma campanha de financiamento coletivo de Colt 45 no Catarse, contendo histórias de faroeste produzidas por Shimamoto, mas a campanha não foi bem-sucedida. Em setembro do mesmo ano, a Graphite Editora lançou uma campanha da coletânea Ken no Mishi, contendo histórias de samurais produzidas por Shimamoto e uma nova campanha de Colt 45 foi relançada. Em abril de 2022, o Da Rosa Estúdio, lançou uma campanha do Sketchbook Julio Shimamoto do Catarse. No mesmo ano, a exposição Shimamoto: Mestre do Quadrinho Brasileiro foi realizada junto à terceira edição do evento Gibirama – Feira Goiana de Histórias em Quadrinhos.

## Influências
Shimamoto foi influenciado por diversos artistas ao longo do tempo como Syd Shores, Harold Foster, Alex Toth, Joe Kubert, José Luís Salinas, Alberto Breccia, José Antonio Muñoz, Austin Briggs, Andrew Loomis, Frank Frazetta, Bob Peak e Jon Whitcomb.

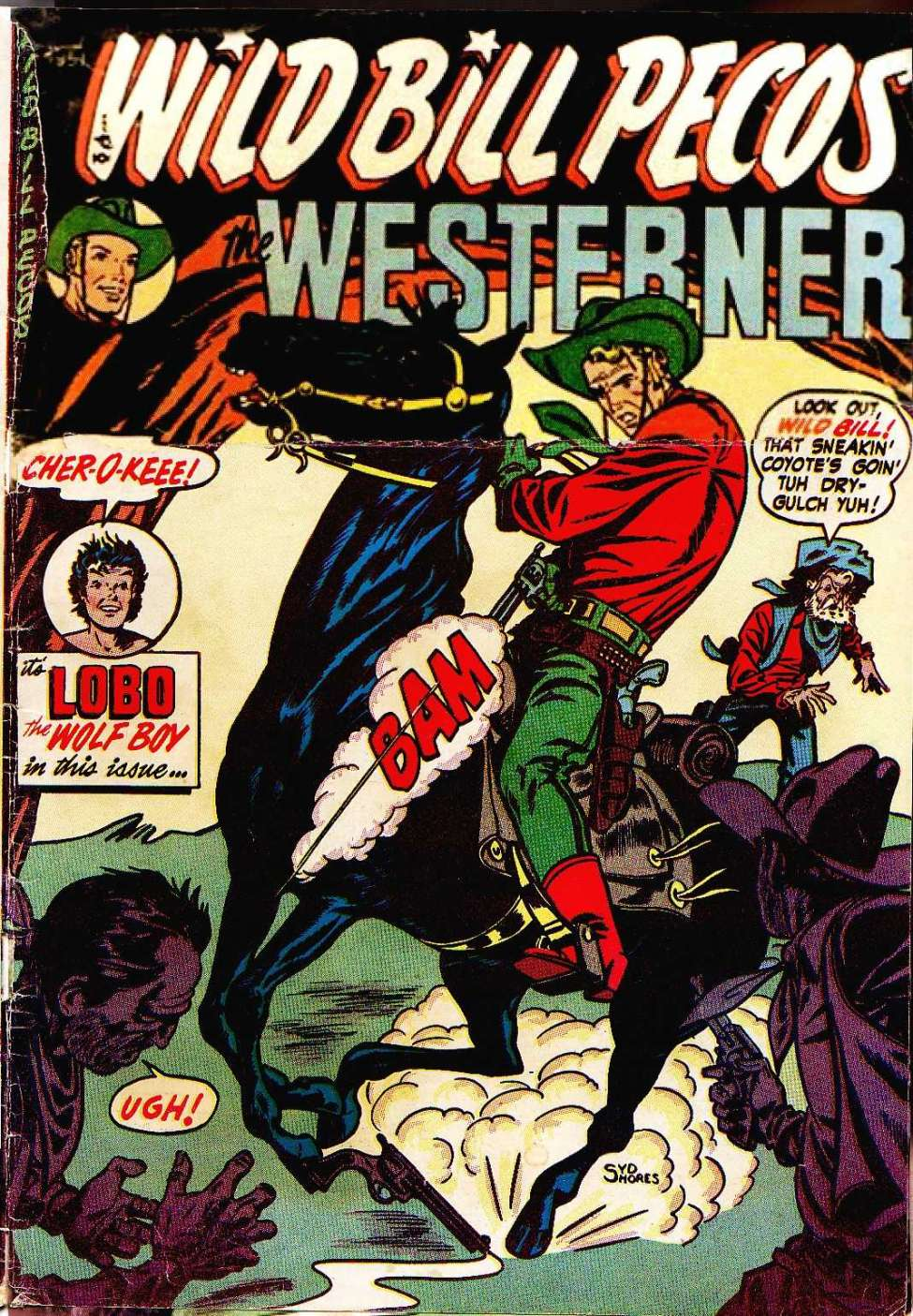
Syd Shores
- Andrew Loomis
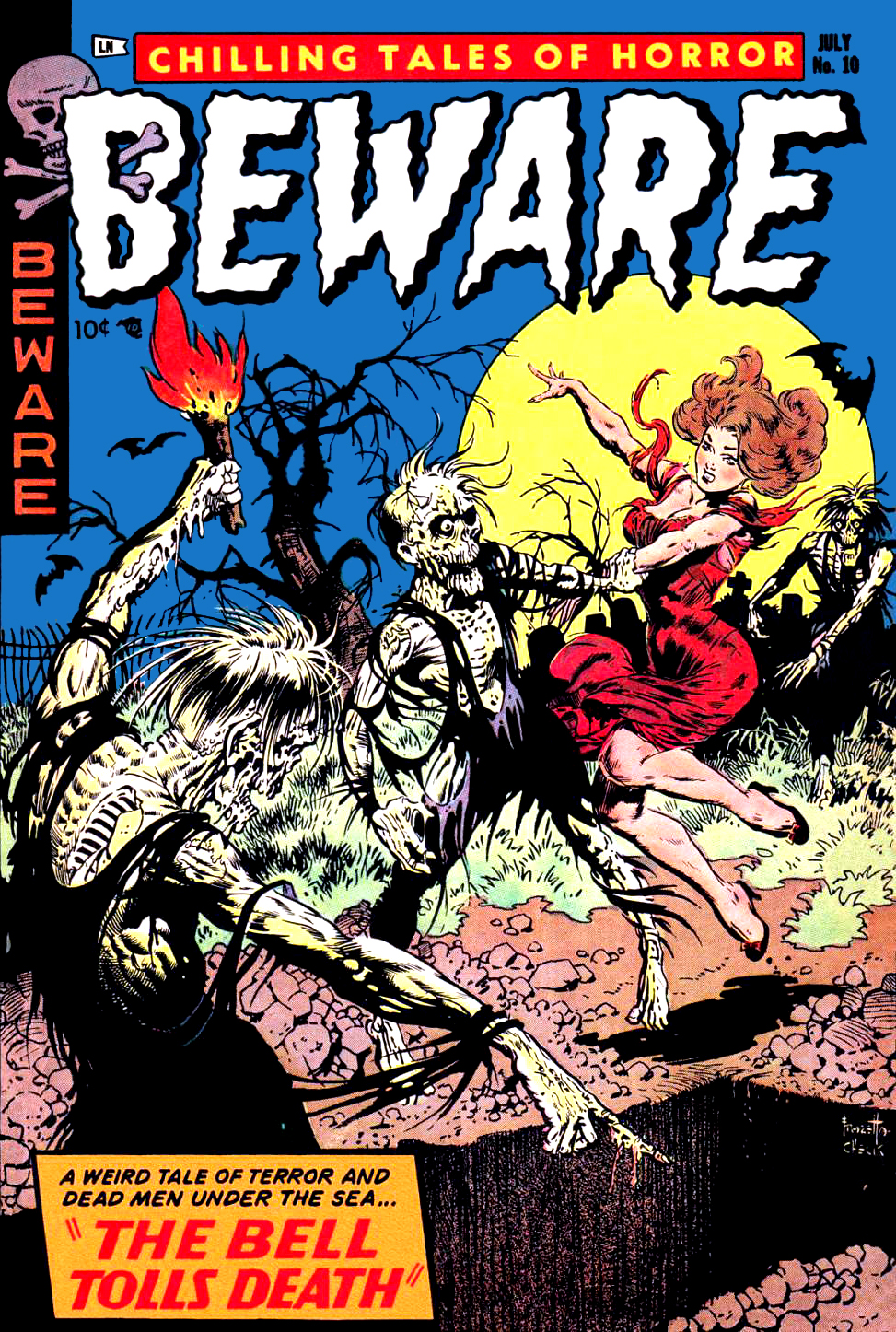
Frank Frazetta
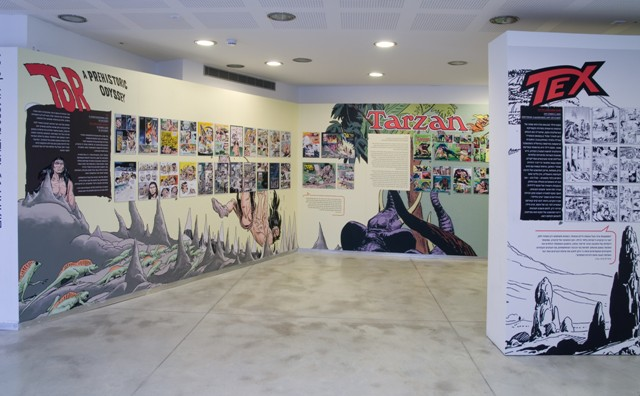
Joe Kubert
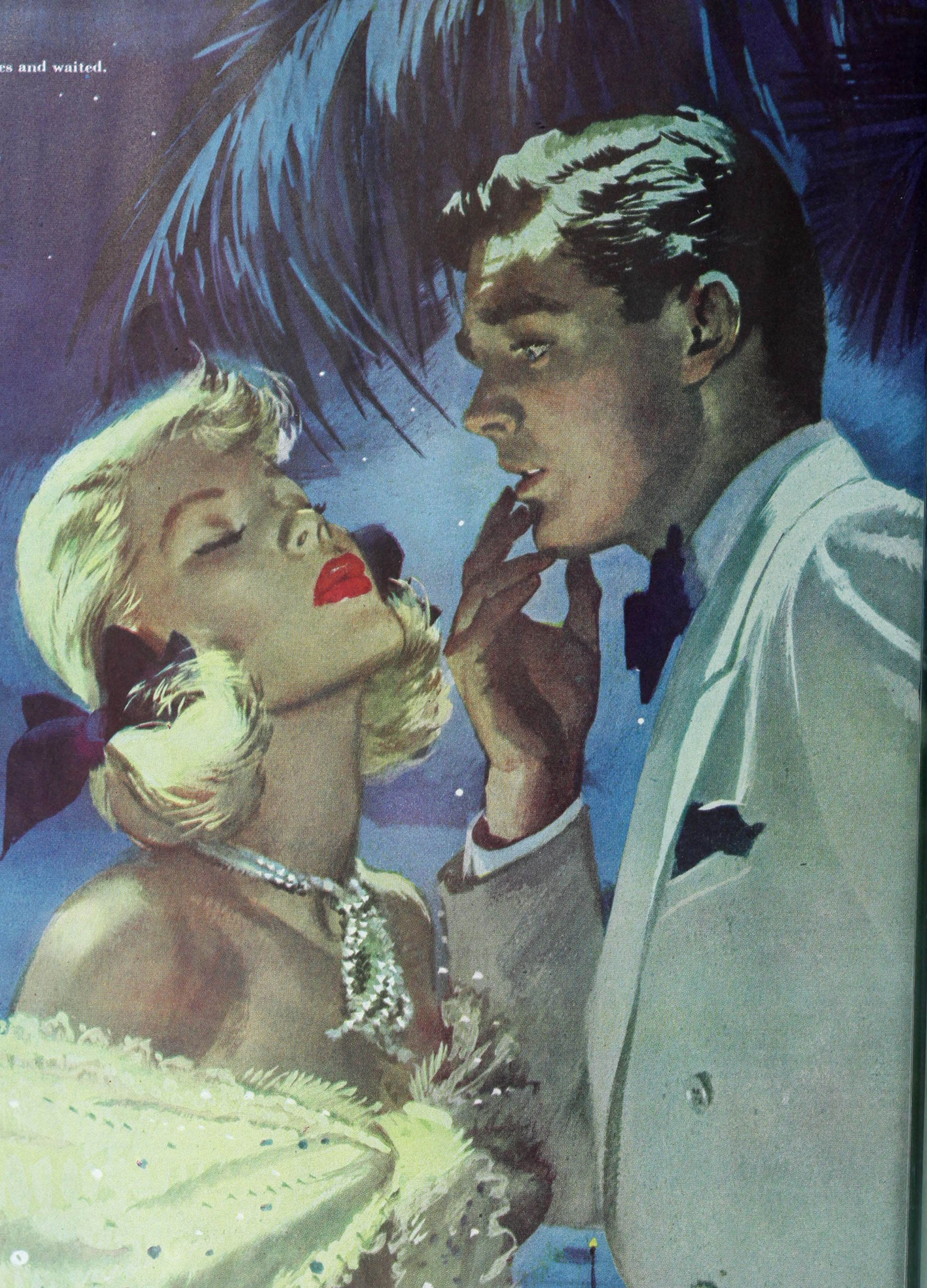
Jon Whitcomb

Além dos quadrinhos, cita livros juvenis da Editora Melhoramentos, Monteiro Lobato, livros de faroestes de Karl May, e revistas como Seleções, Coletânea, Eu Sei Tudo, Vida Doméstica, Careta, Fon-Fon, romances policiais de Ellery Queen, Mickey Spillane, Raymond Chandler, Howard Hunt e das revistas Emoção e Contos de Mistério da Editora La Selva. Produzindo quadrinhos de terror, passou a ler autores como Edgar Allan Poe, E. T. A. Hoffmann, Horace Walpole e Nathaniel Hawthorne. Dentro dos quadrinhos, acompanhou revistas adultas como Métal hurlant, Heavy Metal, Animal, El Vibora e Skorpio, tardiamente, tomou contato com mangás, citando obras como Lobo Solitário de Kazuo Koike e Goseki Kojima, A Lenda de Kamui de Sanpei Shirato e Vagabond e Takehiko Inoue.
Para Claudio Seto, que foi seu editor na Grafipar em Curitiba:
Creio que se o Mestre Shima tem algo a ver com o mangá é na narrativa seqüencial, mas acho que é involuntário e mais recente. Pois começou quando ele desenhou, quase dez anos depois, a revista “Kiai”, para a Grafipar. Como os golpes marciais exigiam desenhos em seqüências didática para serem melhor entendidos, Mestre Shima passou a desenhar assim.
Para o quadrinista e professor universitário Gazy Andraus:

Mas é também verdade que sua herança cultural nipônica influenciou seu estilo, que passa ao largo do padrão-mangá em muitos pontos, enquanto conserva dele o ritmo ágil de ação visual.
O próprio Shimamoto ressaltou sua narrativa:

Na HQ, os personagens tem que ser movidos a adrenalina, provocativos, senão o leitor boceja.

## Técnicas
Shimamoto usa diversos materiais para desenhar como bexigas, sacos plásticos, caixas de papelão, azulejos, cerâmicas brancas para obter um efeito xilográfico e, mais recentemente, ferro de solda. Em Sombras, publicado em preto e branco pela Opera Graphica, Shimamoto inverteu, ao invés de desenhar com tinta preta em papel branco, desenhou em cartolina preta com tinta branca.

## Obras

### Tiras
- O Gaúcho (Folha de S. Paulo, 1964-1965, republicado na revista Carabina Slim pela Editora Noblet e de forma independentes pelas editoras SM Editora e Júpiter II de José Salles.[69][70]

### Revistas
- A Múmia Viva
- Billy The Kid & Outras Histórias[71]
- Carga Pesada (RGE, início dos anos 1980)
- Calafrio
- Carabina Slim
- Coleção Assombração (Ediouro, 1995)[72]
- Capitão 7
- Fêmea Feroz
- HQ - Revista do Quadrinho Brasileiro
- Kiai - Faixa Preta em Quadrinhos
- Mestre do Kung Fu
- Mestres do Terror[73]
- Metal Pesado
- Neo Tokyo
- O Fantasma (RGE (anos 1980)[74]
- Pesadelo
- Sobrenatural
- Spektro

### Livros
Ilustrados
- Lendas de Musashi (escrito por Minami Keizi)
- Lendas de Zatoichi (escrito por Minami Keizi)
- Breganejo Blues (escrito por Bruno Azevêdo)[75]
- Era uma vez um rio (escrito por Anne Raquel Sampaio)[76]
- Ponta de Flecha (escrito por Eliana Granado)
- Sketchbook Custom (2016)[77]
- Fanzine Ilustrado 2 - Julio Shimamoto - (Múltiplo, 2017)[64][78]
- Goiânia, uma cidade sombria (2018)[79]

Compilações
- Volúpia (Opera Graphica), 2001) (material publicado pela Grafipar entre 1978-1981)[80]
- Shima - HQs clássicas de um samurai dos quadrinhos (Marca de Fantasia, 2007)
- Samurai (Mythos Editora, (2009)
- Sombras – Edição especial (Atomic Editora, 2014)[81]
- O Primeiro Samurai (Criativo Editora, 2017)[82]
- Contos de Horror (Atomic Editora, 2018)
- Tenebris  (Criativo Editora, 2019)[83]
- O Ditador Frankenstein e outras histórias de terror, tortura e milicos (contendo 12 histórias, 11 delas produzidas durante a Ditadura militar brasileira entre 1978 e 1986, em parceria com Luiz Antonio Aguiar, Luscar, Nani, Reinaldo Figueiredo e Maria Emília Kubrusly, Editora MMarte, 2019)[84]
- Shima no QI (encartado na edição digital do QI nº 163, Marca de Fantasia, 2020)[54]
- O Gaúcho - Edição Definitiva (Coletivo Alvoradense de Quadrinhos, 2022)[85]

Álbuns
- Sombras (Opera Graphica, 1998)
- Mirabilia (escrito por Wellington Srbek e desenhos de Julio Shimamoto, Klévisson Viana e Flavio Colin, Tupynanquim, 2000)[86]
- Musashi I[40] (2003)
- Musashi II[40] (2003)
- Madame Satã: Cassino (2003)
- SUBS (2006; Ulisses Tavares e Julio Shimamoto)
- Claustrofobia (Devir Livraria, escrito por Gonçalo Júnior)
- Sertão Vermelho - Lampião em Quadrinhos (capa), escrito por Haroldo Magno com desenhos de Edvan Bezerra
- Sertão Vermelho - Lampião em Quadrinho 2, escrito por Haroldo Magno com desenhos de Edvan Bezerra, Eugênio Colonnese e Vítor Barreto e capa de Rodolfo Zalla.
- Até Que a Morte Nos Separe (Editora Noir, escrito por Gonçalo Júnior)
- Duetos Essenciais, em parceria com Edgar Franco (Marca de Fantasia)
- Cidade de Sangue (MMarte Produções, argumento de Márcia Deretti, roteiro de Márcio Jr.)[87]
- O Lobisomem Errante (MMarte Produções) [88]
- Possessão, roteiro de Alex Mir, desenhos de Júlio Shimamoto em Dossiê Bizarro (Skript Editora, 2021)